# Copaïer
Copaifera officinalis
Espèce
Classification phylogénétique
Le copaïer ou copayer (de copa-iba, nom tupi-guarani signifiant « arbre qui produit le baume de copahu »), Copaifera officinalis, est une espèce de plantes à fleurs dicotylédones de la famille des Fabaceae, sous-famille des Caesalpinioideae. C'est un arbre originaire d'Amérique du Sud.

## Description
Ce sont des arbres tropicaux pouvant atteindre 20 mètres de haut, exploités à diverses fins : bois d'œuvre, bois de chauffage, résine, tanin, etc.

## Utilisation
Les autochtones d'Amazonie utilisent le baume de copahu pour se soigner depuis des temps immémoriaux en application externe, ainsi que le bois rouge de l'arbre.

## Taxinomie

### Synonymes
Selon The Plant List (10 mars 2019) :
- Copaiba officinalis Adans.
- Copaiva officinalis (L.) Jacq.
- Copaiva officinalis Jacq.[2] }